# Hidróxido de aluminio
El hidróxido de aluminio, Al(OH)3, es la forma más estable del aluminio en condiciones normales. En la naturaleza se encuentra como mineral de gibbsita. Están cercanamente relacionados el hidróxido de óxido de aluminio, AlO(OH), y el óxido de aluminio, Al2O3, diferenciándose únicamente por la pérdida de agua. Juntos, estos compuestos son los componentes principales del mineral o mena de aluminio, la bauxita.
Tiene varios usos, como un agente extintor en los plásticos, y en la medicina, como un antiácido, quelante de fosfato y adyuvante en las vacunas.

## Nomenclatura
La nomenclatura de las diferentes formas de hidróxido alumínico es ambigua, y no existe un estándar universal. Hay cuatro polimorfos, cada uno con un átomo de aluminio ligado a tres grupos hidróxidos.
La gibbsita también se conoce como hidrargilita, de las palabras griegos para agua (hydra) y arcilla (argylles). El primer compuesto llamado hidragilita se considera ser hidróxido de aluminio, pero se descubrió que era en realidad fosfato de aluminio. Sin embargo, se usa tanto gibbsita como hidragilita para referir al mismo politipos de hidróxido de aluminio, con gibbsita usado más en los EE. UU. e hidragilita usado más en Europa. En 1930, se refirió a α-trihidrato de aluminio para diferirse de bayerita, que se refirió a β-trihidrato de aluminio—el α y β signaron las formas más y menos usados respectivamente—. En 1957, un simposio de la nomenclatura de alúmina trató de desarrollar un estándar universal, y resultó que gibbsita fue designado γ-Al(OH)3, bayerita fue designado α-Al(OH)3 y nordstrandita fue designado Al(OH)3. Otra nomenclatura sugerida, que se basó en las propiedades cristalográficas, designó la gibbsita α-Al(OH)3, la bayerita β-Al(OH)3, y ambos la nordstrandita y doyleíta Al(OH)3. Con este sistema, el prefijo α se refiere a las estructuras hexagonal y compacto, y el β se refiere a ellas alteradas y deshidratadas; no hay diferencia entre nordstandita y doyleita.

## Propiedades
Gibbsita tiene una estructura típica de los hidróxidos metálicos con enlaces de hidrógeno. Tiene dos niveles de grupos hidróxidos con iones de aluminio ocupando dos tercios de los agujeros octaédricos entre los dos niveles.
El hidróxido de aluminio es anfotérico. En ácidos, actúa como un base de Brønsted-Lowry por recoger iones de hidrógeno y neutralizar el ácido, los cuales producen una sal:
3HCl + Al(OH)3 → AlCl3 + 3H2O
En bases, actúa como un ácido de Lewis por tomar un par de electrones de los aniones hidróxido:
Al(OH)3 + OH– → Al(OH)4–

### Polimorfismo
Existen cuatro polimorfos del hidróxido de aluminio: gibbsita, bayerita, nordstrandita y doyleita. Todos se basan en la combinación común de un átomo de aluminio y tres grupos hidroxilos en diferentes disposiciones de cristal que determinan la apariencia y las propiedades del compuesto. Cada uno tiene niveles de hidróxidos de aluminio en forma de octaedro, y enlaces de hidrógeno que ligan los niveles. Los polimorfos se diferencian en como los niveles se juntan, lo que es afectado por la acidez, la presencia de iones (incluyendo sal) y la superficie sobre que la sustancia se forma. En la mayoría de condiciones, la gibbsita es la forma más estable de hidróxido de aluminio.

## Producción
Casi todo el hidróxido de aluminio comercial se manufactura por el proceso Bayer, en el que se disuelve bauxita en hidróxido de sodio en temperaturas hasta 270 °C. Se quita el sólido residual, relave de bauxita—que es, más que nada, óxido de hierro—, y se precipita el hidróxido de aluminio de la solución restante. Se puede convertir este producto a alúmina por la calcinación.
El residuo es también muy corrosivo por tener hidróxido de sodio. Se depositaban históricamente en lagunas, que llevó al accidente de la fábrica de alúmina de Ajka, Hungría, en 2010, cuando una presa estalló y nueve personas se ahogaron. Además 122 personas sufrieron quemaduras químicas. El barro contaminó 40 km² de tierra y se llevó al Danubio. Aunque el barro se consideró no tóxico por tener bajos niveles de metal pesado, tenía un pH de 13.

## Usos
Uno de los usos primarios del hidróxido de aluminio como materia prima es para fabricar otros compuestos con aluminio, incluyendo la alúmina calcinada, el sulfato de aluminio, el hidroxicloruro de aluminio, el cloruro de aluminio, la zeolita, el aluminato de sodio, la alúmina activada y nitrato de aluminio.

### Agente extintor
El hidróxido de aluminio también se utiliza como relleno ignífugo en polímeros de forma similar al hidróxido de magnesio y las mezclas de huntita e hidromagnesita. Se descompone a unos 180 °C, absorbiendo una cantidad considerable de calor en el proceso y desprendiendo vapor de agua. Además de comportarse como una resistencia al fuego, es muy eficaz como un supresor de humo en varios polímeros, especialmente en el poliéster, el acrílico, el etileno, el acetato de vinilo, la resina epoxica, el PVC y el caucho.

### Farmacéutica
Con el nombre genérico 'algedrate', se usa el hidróxido de aluminio como un antiácido en personas y animales (por primer parte los gatos y perros). Se prefiere a alternativos como bicarbonato de sodio por ser insoluble—así, no aumenta el pH del estómago más de 7, que causaría la secreción de ácido excesivo—. Mejor, neutraliza el ácido excesivo y baja el pH, que puede aliviar los síntomas de la úlcera péptica, el pirosis y la dispepsia. A diferencia de otros antiácidos, el hidróxido de aluminio no produce gases de CO2, no causa eructos y, por la efectividad de la reacción de neutralización, no es frecuente la aparición de una alcalosis metabólica. Sin embargo, las sales de aluminio pueden producir estreñimiento porque los iones alumínicos inhiben las contracciones de las células del tracto gastrointestinal, que desacelera el peristalsis y extiende el tiempo necesario para las heces a pasar a través el intestino grueso. Hay productos como Maalox que son formulados para minimizar estos efectos por incluir concentraciones iguales del hidróxido de magnesio o carbonato de magnesio, que tienen efectos contrapesos.
El hidróxido de aluminio también se usa como un quelante de fosfato para controlar la hiperfosfatemia—niveles elevados del fosfato en el sangre—en personas y animales con el fallo renal. Normalmente, los riñones filtran el fosfato excesivo de la sangre, pero el fallo renal puede causar la acumulación del fosfato. La sal aluminio, cuando se ingesta, liga al fosfato en las intestinas y baja la cantidad de fosfato que puede ser absorbido.
Cuando es precipitado, el hidróxido de aluminio se incluye como adyuvante en unas vacunas (por ejemplo, la vacuna contra el carbunco). Porque absorbe las proteínas muy bien, también funciona para estabilizar las vacunas por prevenir las proteínas de precipitar o adherir de las paredes del vial durante el almacenamiento. Vacunas con hidróxido de aluminio estimulan el sistema inmunitario por inducir la liberación de ácido úrico, que hace señas del peligro. Este atrae ciertos tipos de monocitos, que se diferencian a células dendríticas. Estas células recogen el antígeno y lo traen a los ganglios linfáticos, donde estimulan los linfocitos T y B. Aparece contribuir a una respuesta buena de los linfocitos Th2, y por eso es útil para inmunizar contra las patogenias que los anticuerpos bloquean. Sin embargo, tiene menos capacidad de estimular una respuesta de los infocitos Th1, que son importante para proteer a muchas patogenias, y tampoco es útil cuando el antígeno se basa en péptidos.

#### Efectos adversos potenciales
En las décadas de los 60 y 70 se especuló con que el aluminio tenía relación con varias enfermedades neurológicas, incluyendo el alzhéimer. Desde entonces, múltiples investigaciones epidemiológicas no han descubierto dicha relación entre exposición al aluminio y enfermedades neurológicas.